# Араптанов, Яков Степанович
Яков Степанович Араптанов (10.12.1913 — 26.05.1985) — слесарь-сборщик завода № 199 Хабаровского совнархоза, Герой Социалистического Труда (28.04.1963).

## Биография
Родился в селе Ребриха Барнаульского уезда Томской губернии (ныне — Ребрихинского района Алтайского края). Окончил 5 классов. С 1929 года работал в колхозе, с 1930 г. тракторист.
В 1935—1937 служил в РККА в Хабаровском крае. После окончания срока службы приехал в Комсомольск-на-Амуре. Работал на заводе им. Ленинского Комсомола (ЗЛК) сборщиком-достройщиком, а с 1939 г. — бригадиром сборщиков-достройщиков завода № 199 Наркомата оборонной (с января 1939 года — судостроительной) промышленности СССР (в 1946—1953, 1954—1957 и с 1965 года — Министерства судостроительной промышленности СССР, в 1957—1965 годах — Хабаровского совнархоза).
В годы Великой Отечественной войны изобрел специальный штамп, и за три дня изготовил 400 сложных и трудоемких деталей, на что при старой технологии производства понадобилось бы несколько месяцев. За высокие трудовые достижения был награждён орденом Трудового Красного Знамени, в 1953 г.
С 1952 г. бригадир сборщиков-достройщиков участка сборки судов новых конструкций. В 1958 году завод № 199 (позднее — Завод имени Ленинского Комсомола, ныне — ПАО «Амурский судостроительный завод») приступил к строительству первой в своей истории атомной подводной лодки проекта 659. Руководил сборкой первого ледокола серии Амгуэма, который был сдан в июне 1962 г.
Указом Президиума Верховного Совета СССР («закрытым») от 28 апреля 1963 года за большие заслуги в деле создания и производства новых типов ракетного вооружения, а также атомных подводных лодок и надводных кораблей, оснащенных этим оружием, и перевооружения кораблей Военно-Морского Флота присвоено звание Героя Социалистического Труда с вручением ордена Ленина и золотой медали «Серп и Молот»
.
Продолжал работать на заводе до выхода на пенсию.
Награждён орденами Ленина (28.04.1963), Трудового Красного Знамени (15.10.1953), медалями, в том числе "За трудовую доблесть (02.10.1950).
Первый на ЗЛК Герой Социалистического Труда.